# Ellen von Unwerth

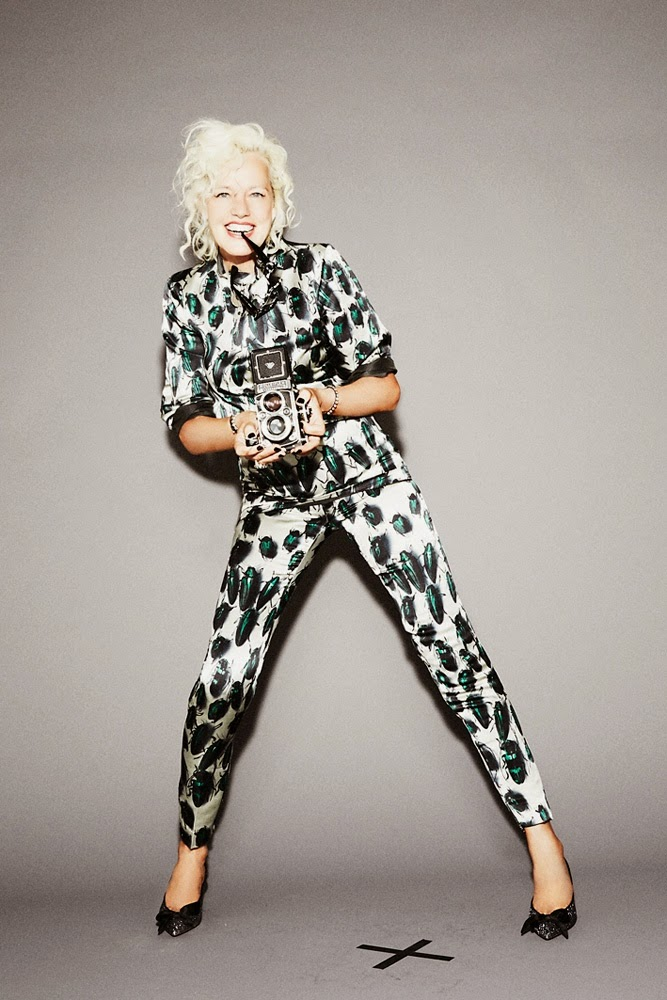
Ellen von Unwerth, autoportrét

Ellen von Unwerth (* 17. ledna 1954 Frankfurt nad Mohanem) je německá fotografka a režisérka. Deset let pracovala jako modelka, než se stala fotografkou, a nyní (2020) vyrábí módní, redakční a reklamní fotografie.
V rozhovoru pro Harper's Bazaar z roku 2018 vysvětlila svůj feministický přístup k fotografii: „Ženy na mých obrázcích jsou vždy silné, i když jsou také sexy. Moje ženy vždy vypadají sebejistě. Snažím se, aby vypadaly co nejkrásněji, protože každá žena se chce cítit krásná, sexy a silná. O to se snažím.“

## Životopis
Von Unwerth se narodila 17. ledna 1954 ve Frankfurtu nad Mohanem v Německu. Jako sirotek během raného dětství často končila v bavorských systémech pěstounské péče. Nakonec mohla von Unwerth vystudovat střední školu v Mnichově, kde tři roky pracovala jako asistentka cirkusového kouzelníka. Ve věku dvaceti let se jí při chůzi po ulici zeptal fotograf, zda někdy uvažovala o kariéře modelky. Von Unwerth se rozhodla dát šanci modelingu a přestěhovala se do Paříže, kde deset let úspěšně provozovala kariéru modelky. Von Unwerth však měla pocit, že jako modelka nemá svobodu rozhodovat o tom, kde nebo jak bude obraz použit. Její přítel v té době jí dal fotoaparát, což vedlo k improvizovanému focení v Africe jejích kolegyň z modelingu. Když byly fotografie zveřejněny, von Unwerth se rozhodla, že toto je nová cesta, kterou se v životě vydá, protože poptávka po jejích fotografických dovednostech převýšila její poptávku jako modelky.

## Kariéra

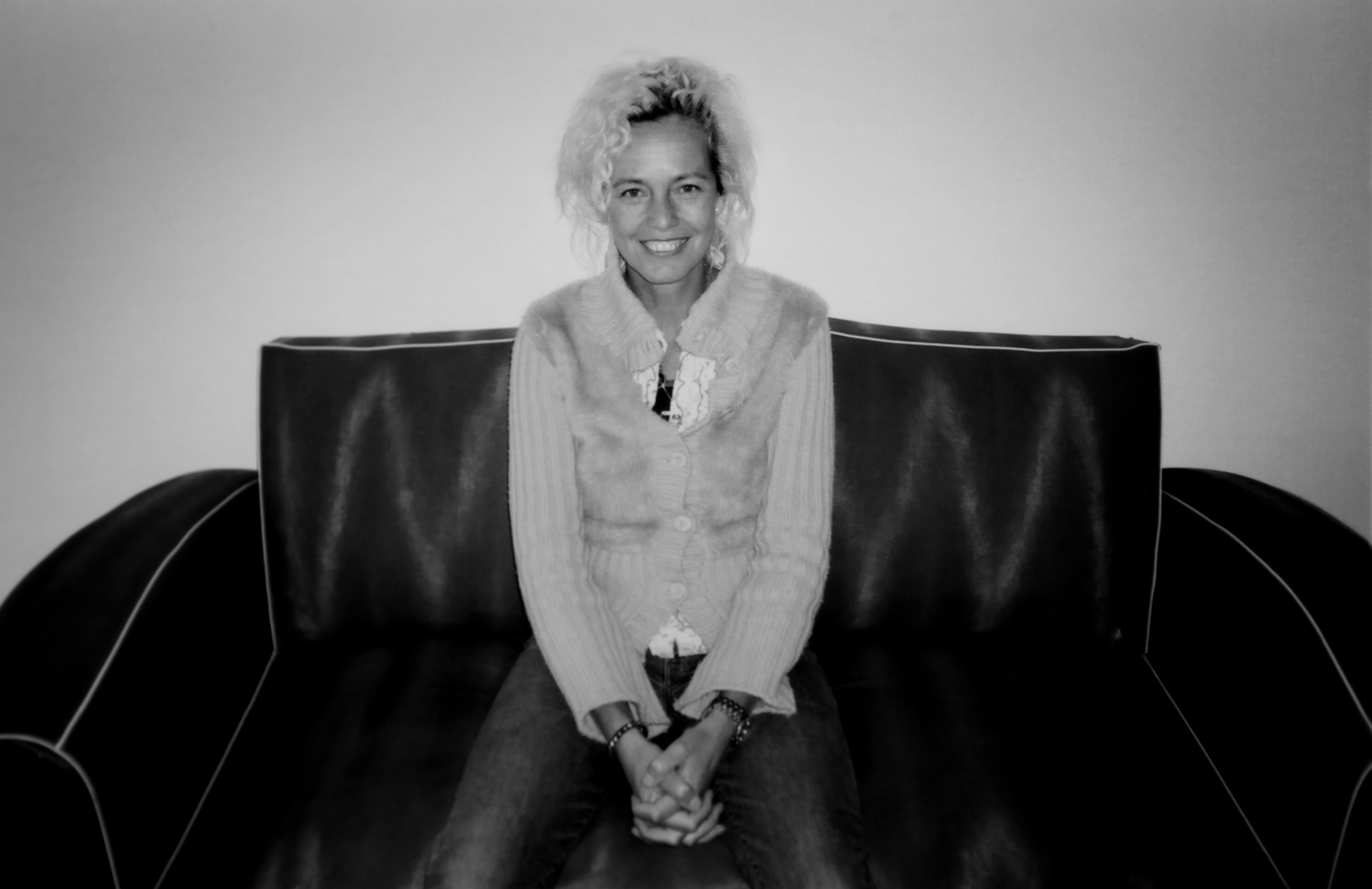
Ellen von Unwerth v roce 2003

Von Unwerth poprvé upoutala pozornost, když v roce 1989 poprvé fotografovala Claudii Schifferovou Její práce byla publikována ve Vogue Vanity Fair, Interview, The Face, Arena, Twill, L'Uomo Vogue, ID, a Playboy, a vydala několik knih o fotografii.
Von Unwerth od roku 1994 do roku 1997 zpracovávala propagační fotografie pro hudební kapelu Duran Duran a dělala nějaké fotografie pro jejich album z roku 1990 Liberty a 1997 album Medazzaland. Její práce byla použita na dalších obalech alb, včetně dívčí skupiny Bananarama Pop Life (1991), Belindy Carlisleové Žena a muž (1996), Cathy Dennisové Jsem já laskavá dívka? (1996), Sametové lano Janet Jacksonové (1997), Saints &amp; Sinners Všech svatých (2000), Didoův život k pronájmu (2003), Blackout Britney Spearsové (2007), Zpátky k základům Christiny Aguilery (2006) a Keeps Gettin' Better: A Decade of Hits a Rihanna 's Rated R a Talk That Talk. Nafotografovala také obálku pro kapelu Hole a jejich album Live Through This (1994).
Von Unwerth režírovala krátké filmy pro módní návrháře a hudební videa pro několik popových hudebníků. Režírovala reklamy a webové filmy pro Revlon, Clinique, L'Oreal a Equinox.
Ukazuje ženy lákavým způsobem, aniž by je objektivizovala. V rozhovoru pro V Magazine řekla: „Nikdy ženy do ničeho nenutím, ale dávám jim role, aby hrály, aby byly vždy aktivní a umocněné.
Von Unwerth získala v roce 2020 Cenu královské fotografické společnosti za redakční, reklamní a módní fotografii.

## Knihy
- Snaps. [s.l.]: [s.n.], 1994. ISBN 0-944092-29-2.
- Wicked. [s.l.]: [s.n.], 1999. ISBN 3-88814-899-5.
- Couples. [s.l.]: [s.n.], 1998. ISBN 3-8238-0367-0.
- Revenge. [s.l.]: [s.n.], 2003. ISBN 1-931885-14-1.
- Omahyra & Boyd. [s.l.]: [s.n.], 2005. ISBN 2-914171-20-X.
- Plumes et Dentelles. [s.l.]: [s.n.], 2005. ISBN 2-84114-772-X.
- Fräulein. [s.l.]: [s.n.], 2009. ISBN 978-3-8365-1477-4. (collectors).  Fräulein. [s.l.]: [s.n.], 2011. ISBN 978-3-8365-2808-5. (trade).
- The Story Of Olga. [s.l.]: [s.n.], 2012. ISBN 3-8365-3980-2.
- Heimat. [s.l.]: [s.n.], 2017. ISBN 3-8365-2887-8.

## Filmy
- I Create Myself - Demi Moore (1997)
- Naomi - Katherine Hammett
- Wendybird (krátký film z kolekce Erin Fetherston podzim / zima) - herečka Kirsten Dunst

## Hudební videa
- "Femme Fatale" – Duran Duran (1993)
- "I Will Catch You" – Nokko (1993)
- "Ain't Nuthin' But a She Thang" – Salt-N-Pepa (1995)
- "Are 'Friends' Electric?" – Nancy Boy (1995)
- "Electric Barbarella" – Duran Duran (1997)
- "Bring It On" – N'Dea Davenport (1998)
- "I Got Trouble" – Christina Aguilera (2007)
- "Fragment One-And I Kept Hearing" – Kenneth Bager (2010)
- "Year of 4" - Beyoncé (2011)
- "Never Been in Love" - Cobra Starship ft. Icona Pop (2014)